# خط آبی باریک
خط آبی باریک (انگلیسی: The Thin Blue Line) فیلمی مستند به کارگردانی ارول موریس است که در سال ۱۹۸۸ منتشر شد. این فیلم داستان رندل دیل آدامز، مردی که به جرم قتلی که مرتکب نشده، متهم به حبس ابد است را به تصویر می‌کشد. پروندهٔ آدامز بازبینی شد و حدود یک سال پس از توزیع فیلم از زندان آزاد شد. پس از آزادی آدامز از زندان، او درگیر یک نبرد حقوقی با موریس بر سر حقوق مربوط به داستانش شد. این موضوع پس از آنکه به آدامز اجازه استفاده انحصاری از هر چیزی که در مورد موضوع زندگی‌اش نوشته یا ساخته شده بود، داده شد، خارج از دادگاه حل‌وفصل شد.